# Jussara dentatus
Jussara dentatus is een hooiwagen uit de familie Sclerosomatidae.